# Bahnstrecke Friedberg–Mücke
| Züge im Bahnhof Beienheim | |                                                       |                                                       |
| Streckennummer (DB): | 3740 |                                                       |                                                       |
| Kursbuchstrecke (DB): | 632 |                                                       |                                                       |
| Kursbuchstrecke: | 169d (1934) 169f (Friedberg (Hess) – Beienheim 1934) 193e (1946) 193g (Friedberg (Hess) – Beienheim 1946) |                                                       |                                                       |
| Streckenlänge: | 49,2 km                                                                                                   |                                                       |                                                       |
| Spurweite: | 1435 mm (Normalspur)                                                                                      |                                                       |                                                       |
| | |                                                       |                                                       |
| \| \| \| von Frankfurt (Main) \| \| \| \| \| von Friedrichsdorf \| \| \| \| \| von Hanau \| \| \| \| 0,00 \| Friedberg (Hess) \| Friedberg (Hess) \| \| \| \| nach Gießen \| \| \| \| \| Rosentalviadukt (Usa) \| \| \| \| \| Wetter \| \| \| \| 3,80 \| Dorheim (Wetterau) \| Dorheim (Wetterau) \| \| \| 6,20 \| Beienheim \| Beienheim \| \| \| \| nach Schotten \| \| \| \| 9,10 \| Melbach \| Melbach \| \| \| 11,20 \| Wölfersheim-Södel (ehemals Bahnhof) \| Wölfersheim-Södel (ehemals Bahnhof) \| \| \| 11,20 \| Instandhaltungsgrenze DB Netz/betreiberloser Teil \| Instandhaltungsgrenze DB Netz/betreiberloser Teil \| \| \| \| Braunkohlebahn von und zum Kraftwerk Wölfersheim \| \| \| \| 15,70 \| Berstadt-Wohnbach \| Berstadt-Wohnbach \| \| \| \| \| \| \| \| \| Bergwerk (Gleisverschwenkung zurückgebaut) \| \| \| \| 18,50 \| Obbornhofen-Bellersheim \| Obbornhofen-Bellersheim \| \| \| \| \| \| \| \| 21,10 \| Inheiden \| Inheiden \| \| \| 21,40 \| Instandhaltungsgrenze betreiberloser Teil/DB Netz \| Instandhaltungsgrenze betreiberloser Teil/DB Netz \| \| \| \| von Gelnhausen \| \| \| \| 23,37 \| Hungen \| Hungen \| \| \| \| nach Gießen \| \| \| \| 29,39 \| Villingen (Oberhess) \| Villingen (Oberhess) \| \| \| \| nach Friedrichshütte \| \| \| \| 33,91 \| Wetterfeld \| Wetterfeld \| \| \| 36,13 \| Laubach (Oberhess) \| Laubach (Oberhess) \| \| \| 39,52 \| Laubacher Wald \| Laubacher Wald \| \| \| \| \| \| \| \| \| Freienseener Tunnel (146 m)/Galgenberg-Tunnel (196 m) \| \| \| \| \| \| \| \| \| 42,67 \| Freienseen \| Freienseen \| \| \| 45,29 \| Weickartshain \| Weickartshain \| \| \| 46,64 \| Stockhausen (Oberhess) \| Stockhausen (Oberhess) \| \| \| \| von Gießen \| \| \| \| 49,20 \| Mücke (Hess) (Inselbahnhof) \| Mücke (Hess) (Inselbahnhof) \| \| \| \| nach Fulda \| \| | |                                                       |                                                       |
| Strecke | | von Frankfurt (Main)                                  | von Frankfurt (Main)                                  |
| Abzweig geradeaus und von links | | von Friedrichsdorf                                    | von Friedrichsdorf                                    |
| Abzweig geradeaus und von rechts | | von Hanau                                             | von Hanau                                             |
| Bahnhof | 0,00 | Friedberg (Hess)                                      | Friedberg (Hess)                                      |
| Abzweig geradeaus und nach links | | nach Gießen                                           | nach Gießen                                           |
| Brücke über Wasserlauf | | Rosentalviadukt (Usa)                                 | Rosentalviadukt (Usa)                                 |
| Brücke über Wasserlauf | | Wetter                                                | Wetter                                                |
| Haltepunkt / Haltestelle | 3,80 | Dorheim (Wetterau)                                    | Dorheim (Wetterau)                                    |
| Bahnhof | 6,20 | Beienheim                                             | Beienheim                                             |
| Abzweig geradeaus und nach rechts | | nach Schotten                                         | nach Schotten                                         |
| Haltepunkt / Haltestelle | 9,10 | Melbach                                               | Melbach                                               |
| Haltepunkt / Haltestelle Strecke ab hier außer Betrieb | 11,20 | Wölfersheim-Södel (ehemals Bahnhof)                   | Wölfersheim-Södel (ehemals Bahnhof)                   |
| Kilometer-Wechsel (Strecke außer Betrieb) | 11,20 | Instandhaltungsgrenze DB Netz/betreiberloser Teil     | Instandhaltungsgrenze DB Netz/betreiberloser Teil     |
| Kreuzung geradeaus unten (Strecken außer Betrieb) | | Braunkohlebahn von und zum Kraftwerk Wölfersheim      | Braunkohlebahn von und zum Kraftwerk Wölfersheim      |
| Haltepunkt / Haltestelle (Strecke außer Betrieb) | 15,70 | Berstadt-Wohnbach                                     | Berstadt-Wohnbach                                     |
| Verschwenkung von links (Strecke außer Betrieb) · Verschwenkung von rechts (Strecke außer Betrieb) | |                                                       |                                                       |
| Strecke (außer Betrieb) · Dienststation / Betriebs- oder Güterbahnhof (Strecke außer Betrieb) | | Bergwerk (Gleisverschwenkung zurückgebaut)            | Bergwerk (Gleisverschwenkung zurückgebaut)            |
| Haltepunkt / Haltestelle (Strecke außer Betrieb) · Strecke (außer Betrieb) | 18,50 | Obbornhofen-Bellersheim                               | Obbornhofen-Bellersheim                               |
| Verschwenkung nach links (Strecke außer Betrieb) · Verschwenkung nach rechts (Strecke außer Betrieb) | |                                                       |                                                       |
| Haltepunkt / Haltestelle (Strecke außer Betrieb) | 21,10 | Inheiden                                              | Inheiden                                              |
| Kilometer-Wechsel (Strecke außer Betrieb) | 21,40 | Instandhaltungsgrenze betreiberloser Teil/DB Netz     | Instandhaltungsgrenze betreiberloser Teil/DB Netz     |
| Abzweig ehemals geradeaus und von rechts | | von Gelnhausen                                        | von Gelnhausen                                        |
| Bahnhof | 23,37 | Hungen                                                | Hungen                                                |
| Abzweig ehemals geradeaus und nach links | | nach Gießen                                           | nach Gießen                                           |
| Bahnhof (Strecke außer Betrieb) | 29,39 | Villingen (Oberhess)                                  | Villingen (Oberhess)                                  |
| Abzweig geradeaus und nach rechts (Strecke außer Betrieb) | | nach Friedrichshütte                                  | nach Friedrichshütte                                  |
| Haltepunkt / Haltestelle (Strecke außer Betrieb) | 33,91 | Wetterfeld                                            | Wetterfeld                                            |
| Bahnhof (Strecke außer Betrieb) | 36,13 | Laubach (Oberhess)                                    | Laubach (Oberhess)                                    |
| Haltepunkt / Haltestelle (Strecke außer Betrieb) | 39,52 | Laubacher Wald                                        | Laubacher Wald                                        |
| Verschwenkung von links (Strecke außer Betrieb) · Verschwenkung von rechts (Strecke außer Betrieb) | |                                                       |                                                       |
| Tunnel (Strecke außer Betrieb) · Tunnel (Strecke außer Betrieb) | | Freienseener Tunnel (146 m)/Galgenberg-Tunnel (196 m) | Freienseener Tunnel (146 m)/Galgenberg-Tunnel (196 m) |
| Verschwenkung nach links (Strecke außer Betrieb) · Verschwenkung nach rechts (Strecke außer Betrieb) | |                                                       |                                                       |
| Bahnhof (Strecke außer Betrieb) | 42,67 | Freienseen                                            | Freienseen                                            |
| Bahnhof (Strecke außer Betrieb) | 45,29 | Weickartshain                                         | Weickartshain                                         |
| Bahnhof (Strecke außer Betrieb) | 46,64 | Stockhausen (Oberhess)                                | Stockhausen (Oberhess)                                |
| Abzweig ehemals geradeaus und von links | | von Gießen                                            | von Gießen                                            |
| Bahnhof | 49,20 | Mücke (Hess) (Inselbahnhof)                           | Mücke (Hess) (Inselbahnhof)                           |
| Strecke | | nach Fulda                                            | nach Fulda                                            |

Die Bahnstrecke Friedberg–Mücke, in Teilabschnitten auch Horlofftalbahn, Seentalbahn oder Vogelsberger Westbahn genannt, ist eine 1890/97 eröffnete Bahnstrecke in den Regionen Wetterau und Vogelsberg in Hessen. Sie verband die Main-Weser-Bahn, die Bahnstrecke Gießen–Gelnhausen und die Bahnstrecke Gießen–Fulda miteinander.
Heute (2023) ist nur noch der gut elf Kilometer lange Abschnitt bis Wölfersheim als Zubringerstrecke zum Regionalknoten Friedberg in Betrieb.
Die in Beienheim abzweigende, 1897 am selben Tag eröffnete und heute noch bis Nidda betriebene Bahnstrecke Beienheim–Schotten wird ebenfalls als „Horlofftalbahn“ bezeichnet.

## Teilabschnitte
Die Strecke gliedert(e) sich in vier Abschnitte:
| Abschnitt                   | Eröffnet | Personenverkehr eingestellt | Länge   | Anmerkung |
| --------------------------- | -------- | --------------------------- | ------- | --- |
| Friedberg–Wölfersheim-Södel | 1897     | in Betrieb                  | 11,2 km | Linie RB 47 im Rhein-Main-Verkehrsverbund, betrieben durch die HLB Hessenbahn GmbH. |
| Wölfersheim-Södel–Hungen    | 1897     | 2003                        | 12,2 km | Güterverkehr am 31. Dezember 1997, Personenverkehr am 4. April 2003 eingestellt; im Frühjahr 2004 begonnenes Stilllegungsverfahren wurde durch Infrastruktursicherungsvertrag unterbrochen; aktuell ohne Netzbetreiber und ohne Betriebsgenehmigung, Reaktivierung geplant (siehe Abschnitt #Zukunft). |
| Hungen–Laubach              | 1890     | 1959                        | 12,7 km | Einstellung des Güterverkehrs am 31. Dezember 1997. 1999 stillgelegt, um das Jahr 2007 herum abgebaut. Im Frühjahr 2010 entstand in der Gemarkung Hungen auf der Trasse ein Radweg; seit 2020 durchgehender Radweg.                                                                                    |
| Laubach–Mücke               | 1903     | 1958/59                     | 13,1 km | Am 31. Mai 1958 Einstellung des Verkehrs zwischen Freienseen und Mücke, 1959 des Personenverkehrs zwischen Hungen und Freienseen und des Güterverkehr zwischen Laubach und Freienseen. Der Abschnitt Laubach–Mücke, auch als Seental-Eisenbahn bekannt, wurde anschließend stillgelegt und abgerissen. |

## Geschichte
Geplant und betrieben wurde die Strecke ursprünglich von den Großherzoglich Hessischen Staatseisenbahnen, die in der Preußisch-Hessischen Eisenbahngemeinschaft aufging. Am 1. Juni 1890 wurde der Abschnitt Hungen–Laubach eröffnet, am 1. Oktober 1897 der Abschnitt Friedberg–Hungen. Die Strecke konnte ab dem 1. November 1903 durchgehend befahren werden.

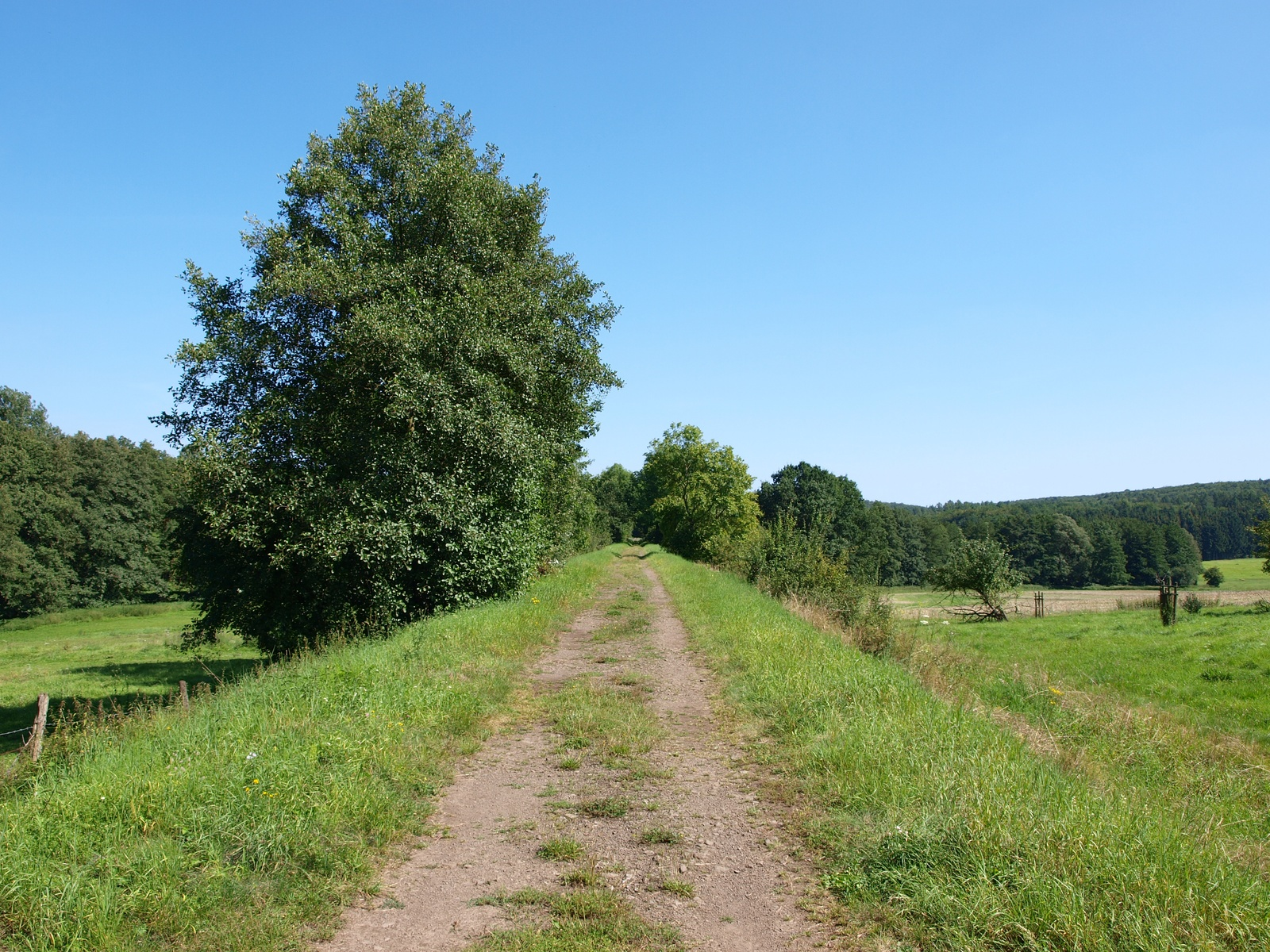
Ehemalige Trasse vor Laubach

Ab 1936 sollte die Strecke zweigleisig als Hauptbahn ausgebaut werden. Dies unterblieb allerdings wegen der Kriegsereignisse. Es wurde schon ein zweiter Tunnel mit 196 Metern Länge in unmittelbarer Nähe des bestehenden Freienseener Tunnels (146 Meter) gebaut, auch die Stahlfachwerkbrücke über die Usa direkt nördlich des Friedberger Bahnhofs wurde durch eine 1937 in Betrieb genommene breitere gemauerte Bogenbrücke ersetzt.
1968 musste die Strecke zwischen Inheiden und Berstadt-Wohnbach infolge des Braunkohleabbaus auf eine neue Trasse verlegt werden. Dies betraf auch den Haltepunkt Obbornhofen-Bellersheim, der am 9. Juni 1968 verlegt wurde. Die alte Trasse ist heute abgebaut, jedoch aus der Luft noch erkennbar.
2008 wurde Wölfersheim-Södel zum Haltepunkt zurückgebaut, 2018 hier ein neuer, barrierefreier Bahnsteig gebaut. Dieser hat eine Länge von 140 Metern sowie eine Höhe von 55 Zentimetern. Ende 2019 wurde der Haltepunkt Melbach ausgebaut.

## Infrastruktur

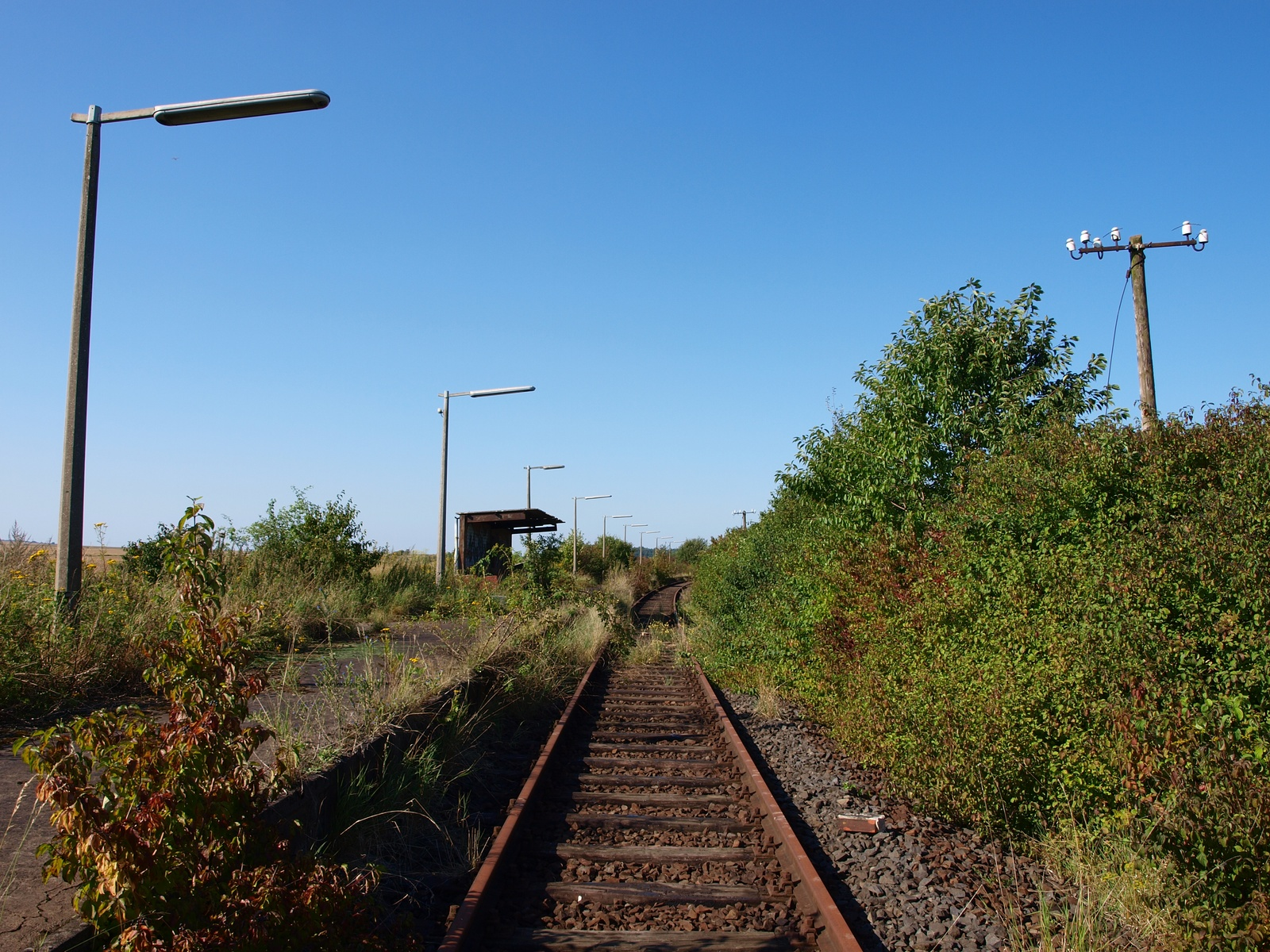
Seit 1993 nicht mehr bedienter Haltepunkt Obbornhofen-Bellersheim am 2003 stillgelegten Streckenteil

Trotz der Einstellung des Verkehrs war die Signaltechnik noch lange Zeit in Betrieb, so waren etwa die Wölfersheimer Formsignale noch bis zum Umbau des Bahnhofs in einen Haltepunkt 2008 beleuchtet.

### Bahnhof Laubach
Ursprünglich befanden sich die Gleisanlagen des Bahnhofs Laubach auf der nördlichen Seite des Bahnhofsgebäudes, der späteren Straßenseite. Beim Streckenbau nach Mücke wurden die Gleisanlagen auf die südliche Bahnhofsseite verlegt, lediglich ein Ladegleis blieb auf der nördlichen Seite erhalten.
Der Bahnhof besaß ein zweistöckiges Empfangsgebäude mit seitlich angebauten Güterschuppen. Im Empfangsgebäude wurde vor 2011 ein Jugendzentrum eingerichtet.

## Betrieb
Die Strecke ist heute nur noch von Friedberg nach Wölfersheim-Södel in Betrieb. Bis 2003 fuhren die Züge weiter nach Hungen, bis 1958/59 sogar bis Mücke durch den Vogelsberg.
Die Strecke liegt im Rhein-Main-Verkehrsverbund (RMV). Bis zum Fahrplanwechsel 2004/2005 erfolgte die Bedienung durch die Butzbach-Licher Eisenbahn, seit dem Fahrplanwechsel 2005/2006 durch deren Muttergesellschaft Hessischen Landesbahn (HLB). Im Jahresfahrplan 2022 verkehren montags bis freitags 15 Zugpaare zwischen Wölfersheim-Södel und Friedberg, sowie zusätzlich 14 Zugpaare zwischen Wölfersheim-Södel und Beienheim, wo meist Anschluss aus bzw. nach Friedberg/Frankfurt bzw. Nidda besteht. Daneben verkehren auf dem Abschnitt Friedberg–Beienheim Regionalzüge von und nach Nidda.

## Zukunft

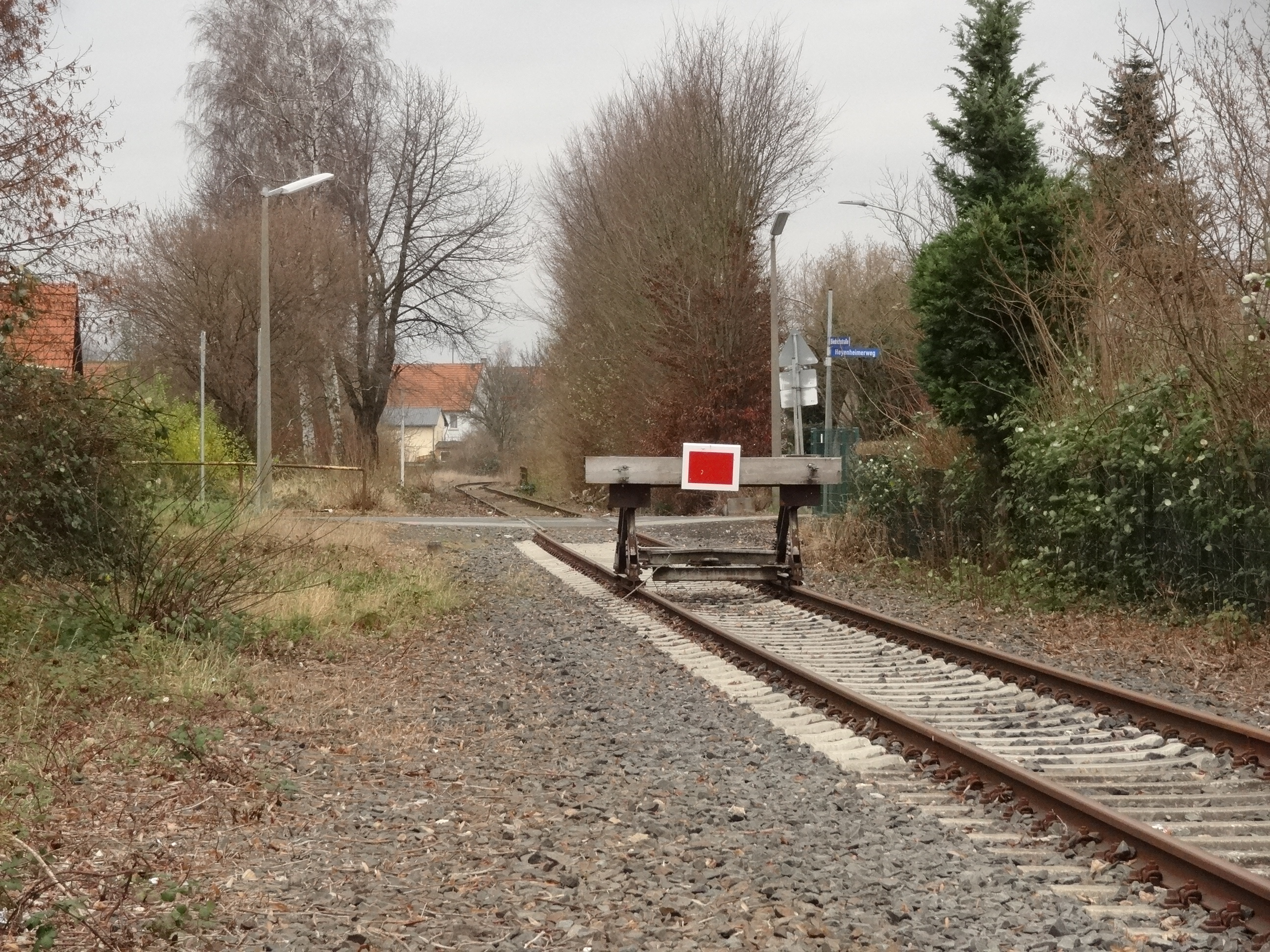
Prellbock in Wölfersheim-Södel

Der stillgelegte Abschnitt Wölfersheim–Hungen soll reaktiviert werden, nach dem viergleisigen Ausbau der Main-Weser-Bahn zwischen Frankfurt und Friedberg wären in den Hauptverkehrszeiten sogar Direktverbindungen nach Frankfurt am Main möglich.
Im März 2011 erwarben die Anliegergemeinden nach neunmonatigen Verhandlungen den Abschnitt Wölfersheim–Hungen von der Deutschen Bahn. Der Vorgang bedeutet quasi eine Rekommunalisierung. Mit den Verkehrssicherungspflichten ist seitdem ein fachlich geeignetes Subunternehmen beauftragt. Im Winter 2011/2012 wurde der Grünbewuchs im seit 2003 unbepflegten Streckenteil weitgehend entfernt, seitdem übernehmen die jeweiligen Kommunen diese Aufgabe.
Eine von den Gemeinden Hungen und Wölfersheim, dem Rhein-Main-Verkehrsverbund und dem Zweckverband Oberhessische Versorgungsbetriebe (ZOV, Dachverband für die Verkehrsgesellschaft Oberhessen) in Auftrag gegebene Studie versprach der Strecke als Zwischenstand – noch ohne intensivere Untersuchung des Investitionsbedarfs für die Sanierung der Infrastruktur – ein „günstiges Ergebnis hinsichtlich der Förderwürdigkeit der Streckenreaktivierung“. Daraufhin kündigte der Zweckverband als ÖPNV-Aufgabenträger im Januar 2017 an, sich an der Vorplanung für die Reaktivierung finanziell zu beteiligen, mit dem Rhein-Main-Verkehrsverbund einen Kooperationsvertrag abzuschließen und die Planung an ein Ingenieurbüro zu übergeben.
Daher behielt der Bahnhof Hungen bei seiner Sanierung im Jahr 2017 drei Bahnsteigkanten. Der Hausbahnsteig soll zukünftig von den Zügen der Horlofftalbahn genutzt werden, muss dafür aber noch verlängert werden.
Die Planungen zur Wiederaufnahme des Betriebs waren im Sommer 2018 „in ein konkretes Stadium eingetreten“, die Kosten wurden mit 20,7 Millionen Euro veranschlagt. Die Wiederinbetriebnahme sollte 2023 erfolgen. Ein Kreuzungsbahnhof soll in Berstadt-Wohnbach errichtet werden. Obwohl die Gleise fast lückenlos vorhanden und noch in relativ gutem Zustand sind, ist eine Runderneuerung (Unter- und Oberbau, Bahnübergänge, Leit- und Sicherungstechnik, Zugangsstellen) vorgesehen. Bereits ab 2024 soll der Bahnhof Beienheim barrierefrei ausgebaut und mit einem elektronischen Stellwerk versehen werden, um Flügelungen zu ermöglichen.
Laut mehreren Berichten aus dem Jahr 2023 war die Wiederinbetriebnahme für Ende 2025  geplant. Inzwischen wird mit der Inbetriebnahme am 12. Dezember 2027 gerechnet.